# Cowboy Bebop – Der Film
Cowboy Bebop – Der Film (Originaltitel: Ai no Utagoe o Kikasete, カウボーイビバップ 天国の扉 Cowboy Bebop: Tengoku no Tobira) ist ein Anime-Film des Studios Bones aus dem Jahr 2001, der auf der Fernsehserie Cowboy Bebop basiert. Neben dem internationalen Titel Cowboy Bebop: The Movie ist auch der Nebentitel Knockin ' on Heaven 's Door geläufig. Die Geschichte des Films spielt zwischen den Folgen 22 und 23 der Fernsehserie, also kurz vor deren Finale.

## Handlung
Auf ihrer Reise durch das Sonnensystem erfährt die Kopfgeldjäger-Crew der Cowboy Bebop vom größten bisher ausgesetzten Kopfgeld: 300 Millionen Woolong (₩) auf einen Gesuchten, der eine mächtige chemische Waffe kontrolliert. Mit ihr wurde bereits ein Anschlag auf dem Mars verübt, bei dem 500 Menschen ums Leben kamen. Spike Spiegel, Jet Black, Faye Valentine und Ed wollen sich aber nicht gemeinsam auf die Suche machen, sondern jeder geht seine eigenen Wege. Alle bemühen jeweils ihre eigenen Quellen und Herangehensweisen. Spike erhält auf der Maroccan Street eine Vase mit einer geheimnisvollen Murmel. Jet erfährt von einem früheren Kollegen, dass Cherios Chemical in der Sache mit drin hängt. Und Faye, die auch Augenzeugin des Anschlags ist, findet mit Ed heraus, dass einer der Männer dem Soldaten Vincent Volaju ähnelt, der schon lange gestorben sein soll.
Als Spike bei Cherios Chemical Nachforschungen anstellt, wird er von Electra Ovilo angegriffen, die ebenfalls hinter Vincent her ist. Er muss fliehen, aber mit einer Wanze können sie den Aufenthaltsort der Terroristen herausfinden. So kommt es bald zum ersten Kampf zwischen Vincent und Spike, bei den Spike unterliegt und erneut ein Anschlag verübt wird. Electra ist ebenfalls Zeugin und bemerkt, dass die Viren bei ihr nicht zu wirken scheinen. Faye gerät in die Fänge von Vincent, der ihr von seinem Plan erzählt, kommt aber unbeschadet frei.
Im Finale stehen sich Vincent und Spike auf einem eiffelturmähnlichen Gebäude gegenüber.

## Produktion und Veröffentlichung
Der Film entstand bei Studio Bones, das sich kurz zuvor von Sunrise abgespalten hatte, wo noch die Fernsehserie produziert worden war. Der Anime war die erste Kinoproduktion von Bones. Die Idee zum Film wurde noch während der Serienproduktion von Produzent Masahiko Minami und Charakterdesigner Toshihiro Kawamoto entwickelt. Regie führte wie bei der Fernsehserie Shinichiro Watanabe, das Drehbuch schrieb Keiko Nobumoto. Das Charakterdesign entwarf Toshihiro Kawamoto, der auch die Animationsarbeiten leitete, und die künstlerische Leitung lag bei Atsushi Morikawa. Für das Mechanical Design war Kimitoshi Yamane verantwortlich, die Computeranimationen leitete Tsuyoshi Hanzawa. Für die Kameraführung war Yōichi Ōgami verantwortlich und die Tonarbeiten leitete Katsuyoshi Kobayashi. Der Vorspann entstand unter der Regie von Hiroyuki Okiura. Für eine möglichst realistische Abbildung des Settings wurden im Frühsommer 1999 zu Beginn der Produktionsarbeiten einige Teammitglieder auf Exkursion nach Marokko geschickt.
Zunächst war der Film im Jahr der Serienausstrahlung 1999 noch für 2000 angekündigt worden, wurde aber mehrfach verschoben, während sporadisch Informationen über die Produktion in die Öffentlichkeit drangen. Am 1. September 2001 kam der Anime im Vertrieb von Sony Pictures in die japanischen Kinos. Es folgten international Vorführungen auf diversen Filmfestivals, darunter am 11. August 2002 beim American Cinematheque's Festival, am 11. Oktober 2002 beim Sitges Film Festival in Spanien und am 16. August 2003 beim Hamburg Fantasy Filmfest. Er lief auch in mehreren Ländern im Kino, darunter erstmals ab dem 30. August 2002 in den USA, später unter anderem in Australien, Italien und Großbritannien. Dabei wurde meist der Titel Cowboy Bebop: The Movie verwendet. In Deutschland erfolgte im April 2004 eine Veröffentlichung auf DVD als Cowboy Bebop – Der Film bei Sony Pictures. Deutsche TV-Premiere war am 22. Juni 2007 bei SciFi.

## Synchronisation
Für den Film war die S.M.G. Filmproduktion in München verantwortlich. Beim Fernsehanime war noch Arena Synchron zuständig, weshalb die Rollen auch anders besetzt wurden als in der Fernsehserie.
| Rolle            | Japanische Stimme  | Deutsche Stimme   |
| ---------------- | ------------------ | ----------------- |
| Spike Spiegel    | Kōichi Yamadera    | Martin Halm       |
| Jet Black        | Unshō Ishizuka     | Bert Franzke      |
| Faye Valentine   | Megumi Hayashibara | Marion Sawatzki   |
| Edward „Ed“ Wong | Tada Aoi           | Sabine Bohlmann   |
| Judy             | Miki Nagasawa      | Michele Sterr     |
| Punch            | Tsutomu Taruki     | Thomas Rauscher   |
| Vincent Volaju   | Tsutomu Isobe      | Ekkehardt Belle   |
| Electra Ovilo    | Ai Kobayashi       | Elisabeth Günther |

## Musik
Die Musik des Films wurde von Yoko Kanno komponiert. Der Vorspann wurde unterlegt mit dem Lied Ask DNA von The Seatbelts featuring Raju Ramayya. Das Abspannlied ist Gotta Knock a Little Harder von The Seatbelts featuring Mai Yamane. Außerdem kommen während des Films folgende Lieder vor:
- Cosmic Dare von The Seatbelts featuring Reynada Hill
- Diggin’ von The Seatbelts featuring Steve Conte
- Is It Real? von The Seatbelts featuring Scott Matthew
- No Money von Hassan Bohmide
- Pushing the Sky von The Seatbelts featuring Mai Yamane

## Rezeption
Die Anime Encyclopedia nennt den Film eine unterhaltsame, aber eher unnötige Nebengeschichte zur Fernsehserie. Für ein 90 Minuten langes Action-Movie wäre die Geschichte ausreichend, sei aber um zusätzliche 30 Minuten ausgewalzt worden. In der Newtype USA dagegen heißt es, der Film sei – wie auch die Fernsehserie – als Meisterwerk gelobt worden und blieb noch lange populär.
Laut der deutschen Zeitschrift AnimaniA liegt die deutsche Synchronfassung, abgesehen vom Wechsel der Stimmen zur Fernsehserie, auf hohem Niveau. Sie spricht von einer ausgefeilten Kombination von Bild und Soundtrack, die so gut aufeinander abgestimmt seien, wie man es selten in einem Film zu sehen bekomme. Bereits der Vorspann sei genial inszeniert. Die Inspirationen aus Marokko seien dem Film deutlich anzusehen. Darüber hinaus könne man auch einige Eindrücke aus Deutschland, besonders aus Berlin, wiederfinden, die Watanabe bei seinem Besuch der AnimagiC 1999 erfahren hat. Die MangasZene weist darauf hin, dass die Vergangenheit der Charaktere und deren Auswirkungen auf ihre Gegenwart nicht nur Thema dieses Films sind, sondern schon in der Serie zentral waren. Damit würde die Fernsehserie konsequent weitergeführt, wobei der Zuschauer erst an die neuen Charaktere herangeführt werden müsse, was als  das größte Manko des Films bezeichnet wird. Die Animationsqualität sei dagegen deutlich höher als im Fernseh-Anime und der Soundtrack erneut ein „Ohrenschmaus“. Jedoch werden die Songs auch eingesetzt, um handlungslose Passagen zu strecken, sodass der Rhythmus gestört werde, es dem Film an Tiefe fehle und die Atmosphäre erst in der zweiten Hälfte richtig wirke. Der ansonsten vom feinsten gelungene Film zeige in seinen wunderbaren Retro-Bildern viele Einflüsse aus Western, Film Noir, Gangster-Film und Arabien.